# Gospođinci
Gospođinci (en serbe cyrillique : Госпођинци ; en hongrois : Boldogasszonyfalva ; en allemand Frauendorf) est une localité de Serbie située dans la province autonome de Voïvodine. Elle fait partie de la municipalité de Žabalj, dans le district de Bačka méridionale. Au recensement de 2011, elle comptait 3 688 habitants.

## Géographie
Gospođinci, officiellement classé parmi les villages de Serbie, est situé sur les bords de la Jegrička, un affluent gauche de la Tisa.

## Histoire
Le village de Gospođinci est mentionné pour la première fois en 1341.

## Démographie

### Évolution historique de la population
| 1948  | 1953  | 1961  | 1971  | 1981  | 1991  | 2002  | 2011  |
| ----- | ----- | ----- | ----- | ----- | ----- | ----- | ----- |
| 3 239 | 3 305 | 3 705 | 3 654 | 3 817 | 3 553 | 3 896 | 3 688 |

|  |

## Personnalité
Gospođinci est le village natal du sculpteur et peintre serbe Stevan Bodnarov (1905-1993).